# Nonischnoscia umbraticostella
Nonischnoscia umbraticostella är en fjärilsart som beskrevs av Walsingham 1897. Nonischnoscia umbraticostella ingår i släktet Nonischnoscia och familjen äkta malar. Inga underarter finns listade i Catalogue of Life.